# 二階堂富美
二階堂富美，亦作二階堂文（日语：二階堂ふみ，1994年9月21日—），是一位日本女演員、時裝模特兒。出身於沖繩縣，隸屬Sony Music Artists旗下，慶應義塾大學在學中。

## 經歷
二階堂富美的父親來自東京都，母親是冲绳人。受到喜歡電影的母親影響，自小就對成為女演員感興趣。其後，被故鄉的免費報紙《沖繩美少女圖鑑》發掘，在成為潮流雜誌《nicola》的模特兒後，工作性質慢慢轉向演員。2009年，二階堂在役所廣司初次執導的電影《蛤蟆的油》中飾演女主角，得以初次參與戲劇演出。當時15歲的二階堂於選角會中，在約50人中獲選。
2011年，和染谷將太憑在園子溫執導的《庸才》中飾演主角，兩人一起獲得第68屆威尼斯電影節最佳新人獎。這是首次有日本人奪得威尼斯電影節的最佳新人獎。
2020年，獲選NHK晨間劇歡呼擔任女主角，飾演知名作曲家古關裕而的妻子金子。同年底擔任NHK紅白歌合戰紅組主持人。

## 人物
2012年，在高中三年級時，二階堂同時拍攝多部電影和電視劇，經常將準備大學考試的參考書帶至拍攝現場研讀，並放棄當屆應考。準備一整年之後，在2014年以「AO入試（即透過資料審查、面試及小論文，決定合格與否）」的方式進入慶應義塾大學總合政策學部。

## 戲劇作品

### 電影
- 蛤蟆的油（日语：ガマの油 (映画)）（2009年9月6日，ファントム・フィルム)：飾演 光[3]
- 怪奇森林（2011年）
- 我想戴上戒指（日语：指輪をはめたい）（2011年11月19日，ギャガ /キノフィルムズ)：飾演
- 庸才（2012年1月14日，ギャガ：飾演 茶澤景子（主演）[4]
- 沉睡赤子心（日语：王様とボク）（2012年9月22日，ユナイテッド エンタテインメント）：飾演 希繪
- 惡之教典（2012年11月10日，東宝）：飾演 片桐怜花
- 腦男（日语：脳男）（2013年2月9日，東宝）：飾演 綠川紀子[6]
- 地獄開麥拉（2013年9月28日，キングレコード / ティ・ジョイ)：飾演 武藤蜜子
- 四十九日的幸福秘方（日语：四十九日のレシピ#映画）（2013年11月9日、ギャガ）：飾演 イモ
- 18歲的盛夏告白（日语：ほとりの朔子）（2014年1月18日、和エンタテインメント）：飾演 朔子（主演）
- 我的男人（2014年6月14日，日活）：飾演 腐野花（主演）
- 渴望。（2014年6月27日，ギャガ）：飾演 遠藤那美
- 日日搖滾（2014年11月22日，松竹）：飾演 宇田川咲
- 極道好聲音2015年2月14日，ギャガ）：飾演 佐藤カスミ
- 再見金錢，前往貧困村（2015年4月4日，キノフィルムズ） - 青葉
- 此國之空（日本的天空下）（2015年，ファントム・フィルム）：飾演 田口里子
- 狼少女與黑王子（2016年5月28日）：飾演 篠原繪里香
- 型人狗仔隊 SCOOP!（2016年10月1日）：飾演 行川野火[7]
- 甜蜜的哀傷 （2016年）
- 何者 （2016年10月15日） : 飾演 小早川理香
- 我很好 （2018年2月16日，行定勳導演）：飾演 若草春奈（主演）
- 犬屋敷 （2018年4月20日，佐藤信介導演）：飾演 渡边诗音
- 飛翔吧！埼玉（2019年)
- 人間失格：太宰治和三個女人們 飾演 山崎富榮 （2019年)
- 每個月來訪一次的月經醬 （2019年)
- 手塚治蟲迷幻少女（2019年，手塚眞導演) ：飾演 芭波拉（主演）ばるぼら
- 怪獸死了怎麼辦 飾演 紗代子（2022年）[8]
- 月（日语：月 (辺見庸)） 飾演 陽子（2023年）[9]

### 電視劇
- 熱海的搜査官（日语：熱海の捜査官）（2010年7月30日－9月17日，朝日電視台）：飾演
- 暴風雨（2011年7月17日－9月18日，NHK衞星第2頻道）：飾演 思戶
- 未來日記-ANOTHER:WORLD-（2012年4月21日－6月30日，富士電視台）：飾演 不破惠美
- 平清盛 第36集至大結局（2012年9月16日－12月23日，NHK大河劇）：飾演 平德子
- Woman（2013年7月3日－9月11日，日本電視台）：飾演 植杉栞
- 變身（2014年7月27日－8月24日，WOWOW）：飾演 葉村恵[10]
- 軍師官兵衛 第31集－最終話（2014年8月3日－12月21日，NHK大河劇）：飾演 淀（茶々）[11][12]
- 明日的約定（2014年8月25日，富士電視台）：飾演 水野有希子[13]
- 問題餐廳（2015年1月15日－3月，富士電視台）：飾演 新田結實
- 週五ROAD SHOW! 特別劇企劃 「加油老師！」（2016年9月23日、日本電視台）：飾演 村本愛子[14]
- 住住（2017年1月－3月，日本電視台）：飾演 二階堂富美
- 科學怪人之戀（2017年4月－6月，富士電視台）：飾演 津輕繼實
- 西鄉殿（2018年1月－12月，NHK大河劇）：飾演 愛加那
- 刑警弓神 第8集（2017年11月30日，富士電視台）：飾演 石崎春菜
- 偵探物語（2018年4月，朝日電視台）：飾演 新井直美
- 謝謝你，在世界角落中找到我（2018年7月－9月，TBS）：飾演 白木凜
- 草莓之夜（2019年4月－6月，富士電視台) ：飾演 姫川玲子
- 時效警察3 第8集（2019年10月，朝日電視台）：飾演 朝霞鈴音
- 歡呼（2020年4月－9月，NHK晨間劇）：飾演 關內音
- 住住3（2021年4月－6月，日本電視台）：飾演 二階堂富美
- Promise Cinderella（2021年7月－9月，TBS）：飾演 桂木早梅〈主演〉[15]
- VIVANT（2023年7月－9月，TBS）：飾演 柚木薰
- Eye Love You（2024年1月－3月，TBS）：飾演 本宮侑里〈主演〉

### 網路劇
- 幕府將軍（2024年2月，FX / Disney+ / Hulu）：飾演 落葉之方（落葉の方）

### 舞臺劇
- 八犬傳（2013年3月8日 - 4月14日，東京、地方）：飾演 浜路
- 不道德教室（2013年5月29日 - 6月23日，KAAT神奈川芸術劇場、シアタートラム）：飾演 須佐あかね[16][17]
- 不倫探偵〜最期の過ち〜（2015年5月29日 - 7月5日，本多劇場、サンケイホールブリーゼ）

## 綜藝節目
- 塔摩利倶樂部（2013年8月16日—23日，朝日電視台）：空耳大獎2013審查員[18]
- GURU GURU 99「美食冤大頭」第17、18季（2016年1月2日—2017年12月21日，日本電視台）：固定班底
- 第71回NHK紅白歌合戰（2020年12月31日，NHK）：紅組主持人

## 音樂錄影帶
- 光岡昌美〈Hana〉（2007年11月28日）
- 亞細亞功夫世代〈新世紀のラブソング〉（2009年12月2日）
- 忘れらんねえよ〈忘れらんねえよ〉（2012年3月7日）
- 地球三兄弟〈呼びにきたよ〉（2012年11月28日）
- 柚子〈守ってあげたい〉（2013年11月13日）[19]

## 出版物

### 書籍
- 進級できるかな。（2012年1月20日，講談社）
- near, far 二階堂富美寫真集 （SPACE SHOWER NETWORKS INC. 2015年12月11日發售）

### 写真集（撮影）
- 月刊モトーラ世理奈・夏（2018年4月、小学館）
- 月刊コムアイ・嘘 写真 二階堂ふみ（2018年6月22日、小学館）
- 月刊荻花 躍 写真 二階堂ふみ（2019年9月27日、小学館）ISBN 978-4096823125
- 長澤茉里奈  写真集 グッバイロリータ 撮影 二階堂ふみ（2019年11月15日、小学館）ISBN 978-4096823132
- 週刊プレイボーイ『号外』山下智久  （2021年10月4日、集英社）ISBN 978-4-08-102336-3[20]

### 雜誌連載
- ニコラ（新潮社） - 專任模特兒
- JILLE（2012年6月號 - ，雙葉社）
- 只今 文筆修行中（《小說新潮》2014年10月號 - ，新潮社）

## 獎項
- 第68屆威尼斯電影節最佳新人獎 - 《庸才》[4]
- 第3回TAMA電影節（日语：TAMA CINEMA FORUM） 最優秀新進女優賞 - 劇場版 神聖かまってちゃん ロックンロールは鳴り止まないっ
- 第26回高崎電影節（日语：高崎映画祭） 最優秀助演女優賞 - 劇場版 神聖かまってちゃん ロックンロールは鳴り止まないっ
- 第36屆日本電影金像獎優秀新人演員獎 - 《庸才》、《惡之教典》[21]
- 第35回橫濱電影節 助演女優賞 - 地獄開麥拉、四十九日のレシピ、腦男[22]
- 第56回藍絲帶獎 助演女優賞 - 腦男、地獄開麥拉、四十九日のレシピ[23]
- 第6回TAMA電影節（日语：TAMA CINEMA FORUM） 最優秀女優賞 - 我的男人
- 第38回日本電影金像獎 優秀主演女優賞 - 我的男人[24]
- 第13屆紐約亞洲影展最佳明日之星 - 我的男人[25]
- 第24回日本電影專業大獎（日语：日本映画プロフェッショナル大賞） 主演女優賞 - 我的男人、河畔的朔子（日语：ほとりの朔子）
- 第106回日劇學院賞 助演女優賞 - 《歡呼》
- 第29屆橋田賞[26]
- 第24回日刊體育日劇大賞 助演女優賞-《歡呼》
- 第48回報知電影獎 助演女優賞 - 《月》
- 第97回電影旬報十佳獎 助演女優賞 - 《月》

## 外部連結
- 官方網站 （页面存档备份，存于）
- 二階堂富美的Instagram帳戶